# Ermida de São Domingos
A Ermida de São Domingos é uma Ermida portuguesa localizada no lugar das Almas, freguesia da Santa Luzia, no concelho de São Roque do Pico, ilha do Pico, no arquipélago dos Açores.
Esta antiga ermida já existia a quando do testamento feito em 1670 por Domingos Nunes da Costa ao seu filho padre. Procurava desta forma onera-lo com as missas que se viessem a celebrar na ermida.
Séculos mais tarde, cerca de 1922 e em consequência de uma derrocada iminente da ermida os herdeiros do Domingos Nunes viram-se na contingência de terem de deslocar para as suas casas todo o recheio da ermida, incluindo o altar em talha dourada e a imagem do padroeiro.
Corria o dia 14 de Julho de 1986 deu-se a o restauro da ermida na sua traça primitiva, incluindo a sineira original, passando assim a ermida novamente a poder acolher os fiéis.
Dado ser impossível a reposição do recheio original houve a necessidade de se encontrar uma forma mais modesta de compor a ermida.
No então do recheio original existem ainda as magníficas imagens de São Filipe de Neri e de São Tomé, além de dois quadros trabalhados a fio de ouro que datam de 1782 e retratam São Domingos e São Vicente.
Estas imagens primitivas só voltaram a ermida após a sua doação pelos herdeiros corrida em 1982.
Ali se realizou em Agosto de 1991 um batizado.
Mais recentemente, em 1996 a ermida foi sujeita a restauros e manutenção.